# Sonda da valanga
La sonda da valanga è un fondamentale dispositivo di sicurezza in ambiente innevato costituito sostanzialmente da una lunga asta rigida, sottile ma robusta, utilizzata per sondare la massa nevosa alla ricerca di travolti. Assieme all'ARVA e alla pala, deve necessariamente far parte della dotazione standard di ogni escursionista sulla neve, non solamente durante la stagione invernale. 

## Descrizione
Le vecchie sonde erano realizzate in alluminio e composte da elementi della lunghezza di circa 50 cm che si avvitavano uno con l'altro. Efficaci ma piuttosto lente da montare, oggi sono state praticamente soppiantate da quelle "a frusta" ossia, elementi con innesto ad incastro e collegati internamente da un cordino. Estratta la sonda, tenendo l'elemento superiore, si lanciano gli altri e tirando il cordino di collegamento, i vari segmenti si incastrano l'uno con l'altro. 
Alcune, tramite scale metriche o segmenti colorati riportano l'indicazione della profondità del sondaggio. Queste sonde sono realizzate con materiali diversi: acciaio, leghe leggere di alluminio, fibra di carbonio ed i cordini di collegamento possono essere di nylon, kevlar o acciaio. Una buona sonda dev'essere robusta e rigida perché senza queste caratteristiche, durante la penetrazione nel manto nevoso, si può flettere, falsando così la ricerca, oppure rompersi. Nella scelta, queste caratteristiche si antepongono a peso ed ingombro.
Le tecniche di sondaggio, individuale o di gruppo si apprendono nella specifica manualistica, e nelle scuole di alpinismo o scialpinismo (vedi informativa nell'intestazione della voce).